# Haruo Nakajima
Haruo Nakajima (中島 春雄 Nakajima Haruo?, 1 de enero de 1929-7 de agosto de 2017) fue un actor japonés conocido por interpretar a Godzilla en doce películas consecutivas, comenzando desde la Godzilla original (1954) hasta Chikyū Kogeki Meirei Gojira tai Gaigan (1972). También interpretó a otros monstruos gigantes en películas de kaiju como Mothra y The War of the Gargantuas, y también apareció en un papel secundario en la película de Akira Kurosawa Los siete samuráis.

## Carrera
Nakajima nació en Yamagata, Japón. Su primer papel acreditado en una película fue en la película Sengoku burai de 1952. Comenzó su carrera como actor de acrobacias en películas de samurai y actuó en un pequeño papel en la película de 1954 Los siete samuráis, interpretando a un bandido.
Fue considerado por muchos como el mejor actor de traje en la larga historia de la franquicia Godzilla. En ese momento, el director de efectos visuales de Toho, Eiji Tsuburaya, lo consideraba completamente invaluable, y fue empleado para interpretar los roles de la mayoría de los kaiju (monstruos japoneses) durante su carrera como actor de trajes. Después de 24 años, se retiró de la actuación de traje al completar Chikyū Kogeki Meirei Gojira tai Gaigan (1972), cuando el estudio lo sacó de su sistema de actores contractuales, luego de que se dividió en varias filiales en 1970. Permaneció empleado de Toho durante varios años y, según los informes, fue transferido a un trabajo en su bolera, ubicada en el ya desaparecido lote de estudio.
A principios de la década de 1990, Nakajima hizo una serie de apariciones personales en varias convenciones japonesas con temática de monstruos. Apareció en la convención Monsterpalooza en Burbank, California, en abril de 2011. Su autobiografía en japonés,『怪 獣 人生 元 祖 ゴ ジ ラ 俳 優 ・ 中 島 春雄』, fue lanzada en 2010.

## Muerte
El 7 de agosto de 2017, varios medios informaron que Nakajima había muerto a la edad de 88 años. Al día siguiente, el 8 de agosto, su hija Sonoe Nakajima confirmó que había muerto de neumonía. En 2018, el asteroide 110408 Nakajima fue nombrado en su memoria. La película Godzilla: King of the Monsters se dedicó a su memoria. 

## Filmografía seleccionada

### Películas
| Año  | Título                                             | Notas                                   |
| ---- | -------------------------------------------------- | --------------------------------------- |
| 1952 | Sengoku burai                                      | Primer rol acreditado.                  |
| 1953 | Taiheiyo no washi                                  | Papel de actuación.                     |
| 1954 | Los siete samuráis                                 | Interpretó a un bandido.                |
| 1954 | Godzilla                                           | Interpretó a Godzilla.                  |
| 1954 | Tōmei ningen                                       | Papel de actuación.                     |
| 1955 | Godzilla Raids Again                               | Interpretó a Godzilla.                  |
| 1956 | Rodan                                              | Interpretó a Rodan.                     |
| 1957 | The Mysterians                                     | Interpretó a Moguera.                   |
| 1958 | Bijo to Ekitai-ningen                              | Interpretó a sailor.                    |
| 1958 | Daikaijū Varan                                     | Interpretó a Varan.                     |
| 1958 | La fortaleza escondida                             | Papel de actuación.                     |
| 1960 | Gasu ningen dai 1 gō                               | Papel de actuación.                     |
| 1961 | Ōsaka-jō Monogatari                                | Papel de actuación.                     |
| 1961 | Yojimbo                                            | Papel de actuación.                     |
| 1961 | Mothra                                             | Interpretó a la forma larval de Mothra. |
| 1962 | Gorath                                             | Interpretó a Maguma.                    |
| 1962 | King Kong vs. Godzilla                             | Interpretó a Godzilla.                  |
| 1963 | Matango                                            | Papel de actuación.                     |
| 1963 | Atragon                                            | Papel de actuación.                     |
| 1964 | Mothra vs. Godzilla                                | Interpretó a Godzilla.                  |
| 1964 | Dogora                                             | Papel de actuación.                     |
| 1964 | San Daikaijū: Chikyū Saidai no Kessen              | Interpretó a Godzilla.                  |
| 1965 | Frankenstein vs. Baragon                           | Interpretó a Baragon.                   |
| 1965 | Kaijū Daisensō                                     | Interpretó a Godzilla.                  |
| 1966 | The War of the Gargantuas                          | Interpretó a Gaira.                     |
| 1966 | Gojira, Ebira, Mosura Nankai no Daikettō           | Interpretó a Godzilla.                  |
| 1967 | King Kong Escapes                                  | Interpretó a King Kong.                 |
| 1967 | Kaijū-tō no Kessen Gojira no Musuko                | Interpretó a Godzilla.                  |
| 1968 | Destroy All Monsters                               | Interpretó a Godzilla y Baragon.        |
| 1969 | Ido zero daisakusen                                | Papel de actuación.                     |
| 1969 | Gojira-Minira-Gabara: Ōru Kaijū Daishingeki        | Interpretó a Godzilla.                  |
| 1970 | Gezora, Ganime, Kamēba: Kessen! Nankai no Daikaijū | Interpretó a varios monstruos.          |
| 1971 | Godzilla vs. Hedorah                               | Interpretó a Godzilla.                  |
| 1972 | Chikyū Kogeki Meirei Gojira tai Gaigan             | Interpretó a Godzilla.                  |
| 1973 | Nihon Chinbotsu                                    | Interpretó a un chofer.                 |

### Televisión
| Año     | Título      | Notas                                              |
| ------- | ----------- | -------------------------------------------------- |
| 1966    | Ultra Q     | Papel de actuación.                                |
| 1966–67 | Ultraman    | Interpretó a varios monstruos.                     |
| 1967-69 | Ultra Seven | Papel de actuación, interpretó a varios monstruos. |